# Kriegerdenkmal Thalheim

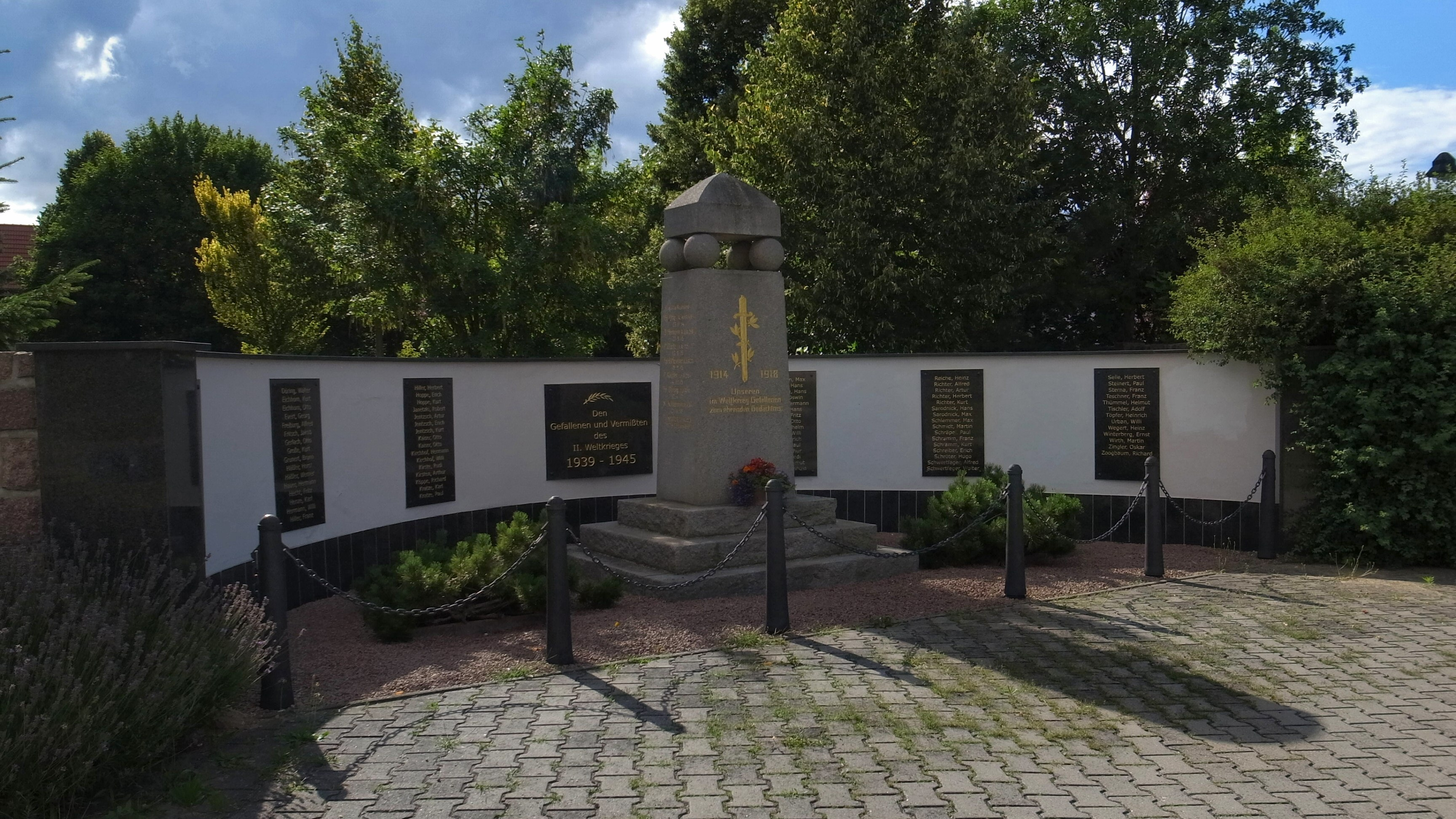
Kriegerdenkmal in Thalheim, nordöstlich der Kirche

Das Kriegerdenkmal Thalheim ist ein denkmalgeschütztes Kriegerdenkmal im Ortsteil Thalheim der Stadt Bitterfeld-Wolfen in Sachsen-Anhalt. Im örtlichen Denkmalverzeichnis ist es mit der Erfassungsnummer 094 96533 als Baudenkmal verzeichnet.

## Allgemeines
Das Kriegerdenkmal in Thalheim befindet sich am Ernst-Thälmann-Platz, nordöstlich der Kirche des Ortes. Ein Teil des Kriegerdenkmals ist Teil der Friedhofsmauer. Das Kriegerdenkmal für die Gefallenen des der beiden Weltkriege besteht aus zwei Teilen.
Zum einen aus einer Stele auf einem mehrstufigen Sockel für die Gefallenen des Ersten Weltkriegs. Auf der Vorderseite befindet sich eine Inschrift und an der Seite sind die Namen der Gefallenen eingraviert.
Der andere Teil ist eine Mauer mit sechs Gedenktafeln für die Gefallenen des Zweiten Weltkriegs. Auf fünf der sechs Tafeln werden die Namen der Gefallenen genannt. Die sechste Tafel ist breiter als die anderen und enthält eine Inschrift.